# Geta Burlacu
Geta Burlacu, pseudonimo di Georgeta Povorozniuc (Bălți, 22 luglio 1974), è una cantautrice moldava.
Ha rappresentato la Moldavia all'Eurovision Song Contest 2008 con la canzone A Century of Love, ma non riuscì a superare le semifinali. Questa è statya la prima volta che la Moldavia ha mancato l'accesso alla finale.

## Storia
Geta ha studiato al collegio musicale come violinista e presso il Conservatorio moldavo come cantante jazz. Da allora ha lavorato da solista e con le orchestre "Univox Vocal Band", "Acid Grape" e "Right Horns". Nel 2006 era una dei finalisti nella preselezione moldave per l'Eurofestival, condividendo il primo posto nella prima tappa con Alexa e Sergiu Kuzenkoff. Alla fine ha acquisito il diritto di rappresentare la Moldavia con la canzone A Century of Love.

## Discografia

### Album
- 2005 – Ce n-ca da sa mor diseara
- 2008 – La porta pamantalui
- 2009 – O sete nebuna
- 2010 – Cine lubeshte
- 2012 – Sa ninga cerul peste noi
- 2015 – Colind pentru parinti (con Aurel Chirtoaca)